# Flaga Nikaragui
Flaga Nikaragui – jeden z symboli państwowych Nikaragui.

## Wygląd i symbolika
Flaga złożona jest z trzech poziomych pasów – niebieskiego, białego i niebieskiego. Na środku znajduje się godło.
Trójkątny kształt godła symbolizuje równość, pięć wulkanów pomiędzy dwoma oceanami reprezentuje pięć państw wewnątrz Zjednoczonych Prowincji Ameryki Środkowej pomiędzy Atlantykiem i Pacyfikiem.

## Historia
Niepodległość Ameryki Środkowej była pierwszy raz proklamowana 15 września 1812 roku. Flaga nowo powstałego państwa została przyjęta 21 sierpnia 1823 roku i bardzo podobna była do tej używanej dziś. Flaga była dalej używana jako flaga Nikaragui nawet po rozpadzie Zjednoczonych Prowincji. Zmieniono ją dopiero w 1854 na trzy poziome pasy – biało-żółto-szkarłatne, jednak niedługo później nadeszła wojna cywilna, która poskutkowała wprowadzeniem nowych flag. W 1908 zaczęto znowu używać starej flagi Zjednoczonych Prowincji Ameryki Środkowej, która oficjalnie przyjęta została w roku 1971. W trakcie rządów sandinistów równolegle używana była jeszcze flaga czerwono-czarna.

## Historyczne warianty flagi[a]

Zjednoczone Prowincje Ameryki Środkowej, 1823–1824
Republika Federalna Ameryki Środkowej, 1824–1838
1839–1856; 1873–1889
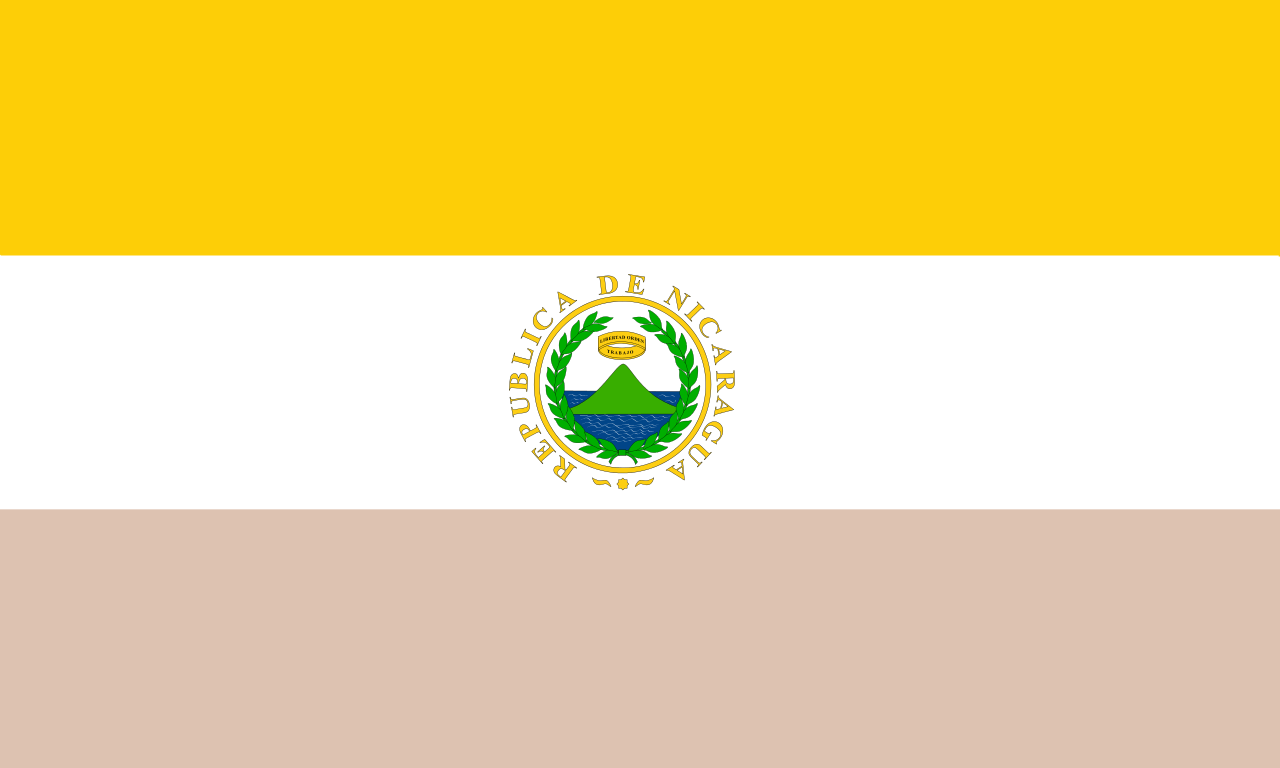
Flaga państwowa, 1839–1856; 1873–1889
Bandera cywilna, 1839–1856; 1873–1889
1852–1854
Flaga pod rządami Williama Walkera, 1856–1857
1857–1873; 1893–1896
1889–1893
1896–1908
Republika Środkowoamerykańska, 1898–1899
1908–1971
Flaga pod okupacją Stanów Zjednoczonych, 1912–1933
Wybrzeże Moskitów, 1834–1860
Wybrzeże Moskitów, 1860–1894